# Ермолов, Александр Сергеевич
Александр Сергеевич Ермолов (18 мая 1934, Москва — 7 июля 2021, там же) — советский и российский врач-хирург, член-корреспондент РАМН (1999) и РАН (2014), заслуженный деятель науки РФ, доктор медицинских наук, профессор. Директор НИИСП им. Н. С. Склифосовского (1992—2006).

## Биография
В 1951 году поступил на педиатрический факультет 2-го Московского медицинского института (2-й ММИ). После окончания института (1957) работал врачом-хирургом комбината «Воркутауголь». В 1959 году возвратился в Москву, в течение 2 лет работал врачом-хирургом городских клинических больниц № 29 и № 4. Учился у профессоров В. А. Иванова, В. А. Неговского и Ю. Е. Березова.
С 1962 года преподавал и вёл научную работу на кафедре общей хирургии лечебного факультета 2-го ММИ, кандидат наук (1966, тема диссертации «Динамика угасания и восстановления жизненных функций организма при терминальных состояниях, вызванных тампонадой сердца»), доктор наук (1975, тема диссертации «Ваготомия в хирургии язвенной болезни»). С 1978 по 1980 год — заместитель председателя Учёного Совета Минздрава СССР.
В 1980 году перешёл в ЦОЛИУВ, где возглавил вновь созданную 3-ю кафедру хирургии, занимающейся усовершенствованием врачей-хирургов Москвы, в 1989 г. избирается заведующим 2-й кафедрой хирургии того же института.
С 1992 по 2006 год — директор НИИ Скорой помощи имени Н. В. Склифосовского.
Автор 16 монографий и руководств, им опубликовано более 950 научных работ. Имеет 4 авторских свидетельства и 10 патентов на изобретения. Создал научную школу: среди его учеников 22 доктора и 46 кандидатов наук.
Скончался 7 июля 2021 года. Похоронен на Даниловском кладбище в Москве (участок 8).